# Wald- und Buschbrände auf Hawaii 2023

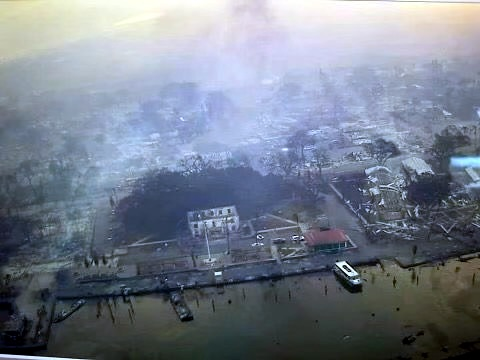
Schäden in der West-Maui-Stadt Lāhainā

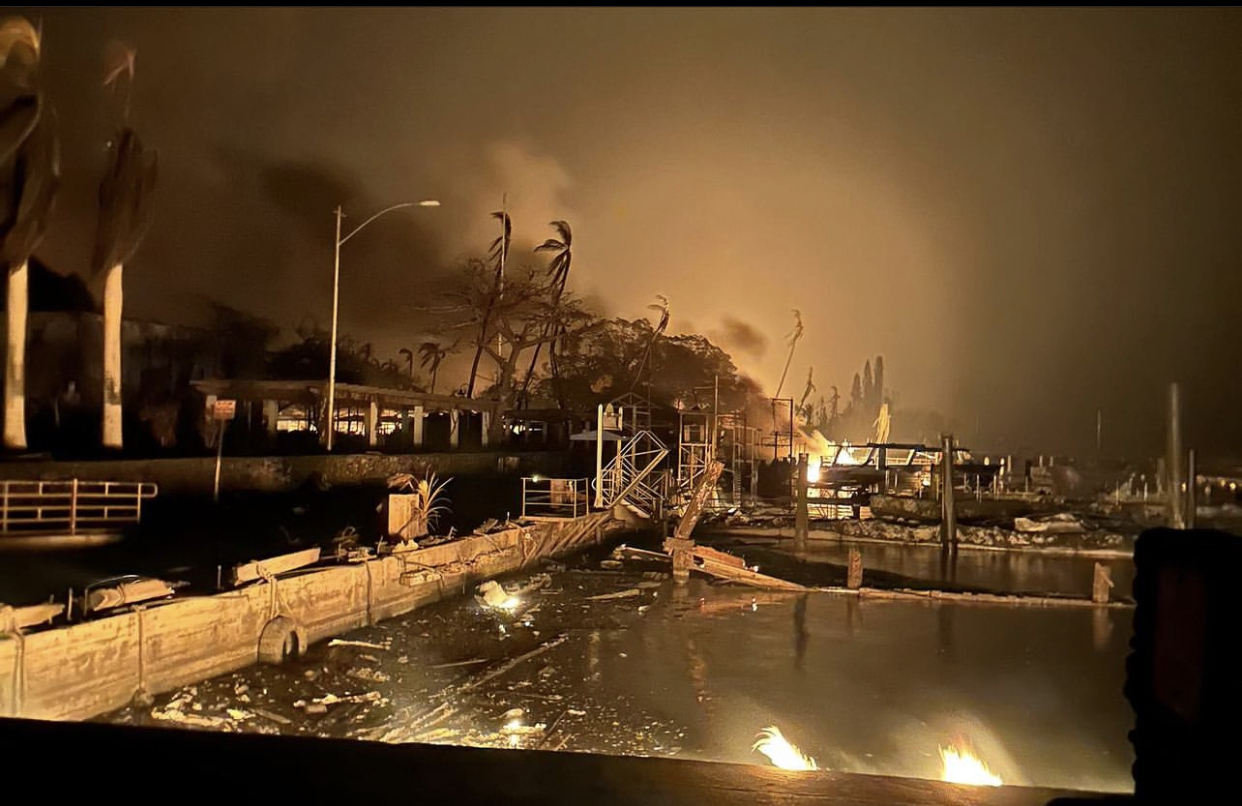
Bild vom Hafen von Lāhainā während einer Rettungsaktion

Die Wald- und Buschbrände auf Hawaii 2023 brachen im August 2023 im US-Bundesstaat Hawaii aus und bestanden aus mehreren von starken Winden getriebenen Wald- und Buschbränden, die hauptsächlich auf den Inseln Maui und Hawaiʻi wüteten. Die Brände führten zu Evakuierungen, großen Schäden und verursachten den Tod von mindestens 115 Menschen in der Stadt Lāhainā. Frühe Schätzungen gingen von einem monetären Schaden in Höhe von mehreren Milliarden US-Dollar aus.
Aufgrund der Katastrophe wurde am 8. und 9. August der Notstand ausgerufen. Maßnahmen wie die Aktivierung der Nationalgarde, Einsatz der Hawaii Emergency Management Agency und die Verwendung staatlicher Mittel zur Schadensbeseitigung wurden ergriffen. Das Feuer ist vor dem Camp Fire von 2018 in Kalifornien der tödlichste Waldbrand in den USA in den vergangenen 100 Jahren.

## Hintergrund

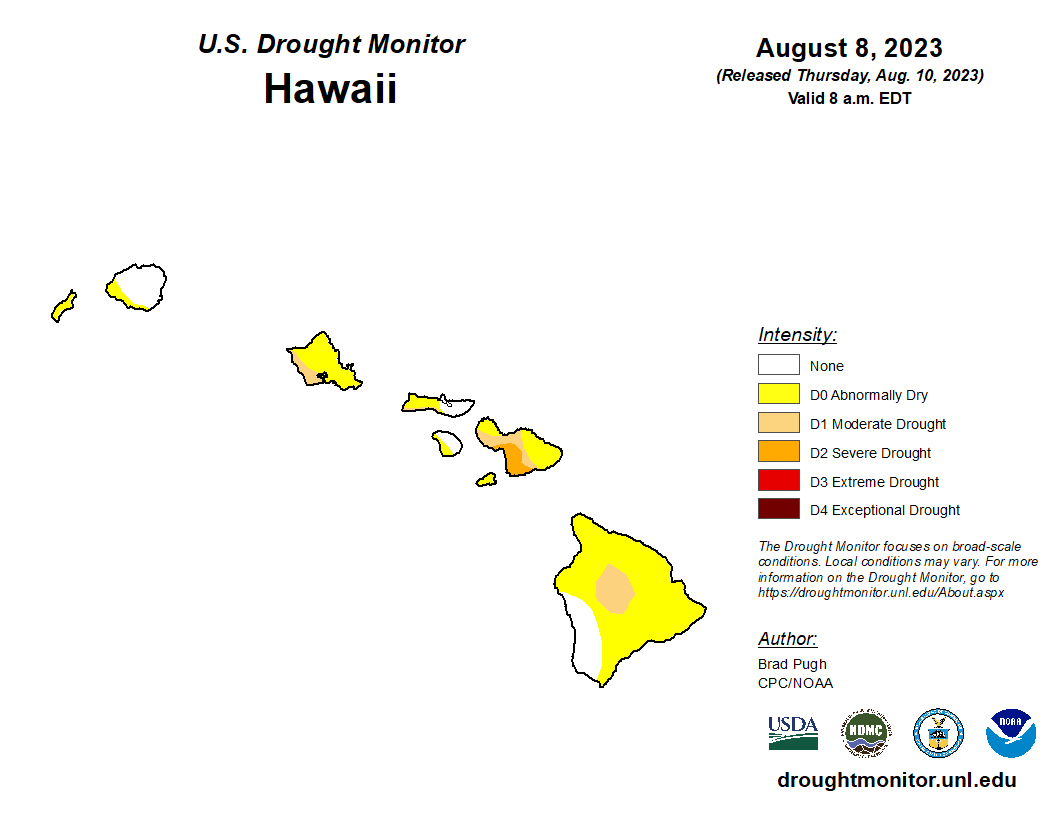
Der U.S. Drought Monitor zeigt die Dürrebedingungen in Hawaii ab dem 8. August 2023

Die typische Brandfläche auf Hawaii hat in den letzten Jahrzehnten zugenommen und sich fast vervierfacht. Experten machen dafür die Ausbreitung nichtheimischer Vegetation und heißeres, trockeneres Wetter verantwortlich. Zum Zeitpunkt der Brände herrschte auf zwanzig Prozent des Bezirks Maui eine mäßige Dürre (Stufe 1 von 4) und auf sechzehn Prozent des Bezirks eine schwere Dürre (Stufe 2 von 4). Laut der nationalen Klimabewertung der USA wurde auf den hawaiischen Inseln ein Rückgang der Niederschläge festgestellt, der mit den vorhergesagten Auswirkungen des anthropogenen Klimawandels übereinstimmt.
In seinem monatlichen saisonalen Ausblick prognostizierte das National Interagency Fire Center (NIFC) für Hawaii im August ein „überdurchschnittliches“ Potenzial für größere Busch- und Waldbrände, die sich auf die Leeseite der Inseln konzentrieren. Das NIFC wies nicht nur auf das üppige Wachstum der Vegetation in der vorangegangenen Regenzeit und die sich ausbreitende Trockenheit hin, sondern auch darauf, dass tropische Wirbelstürme je nach Annäherung an die Inselkette auch windige und trockene Bedingungen mit sich bringen und das Potenzial für die Entstehung von Bränden verstärken können.
Anfang August 2023 hielt sich ein Hochdrucksystem nördlich der Hawaii-Inseln und sorgte dort für warme und sonnige Bedingungen. Der gleichzeitige Durchzug des Hurrikans Dora der Kategorie 4 mehrere hundert Meilen/km südlich erzeugte einen großen Druckunterschied zwischen dem Hochdruck- und dem Tiefdruckgebiet, wodurch sich starke Gradientenwinde über den Inseln entwickelten. In Maui County berichteten Beamte, dass in der Gegend von Upcountry Maui, in der Nähe eines der Großbrände, Böen von bis zu 130 km pro Stunde auftraten. Ein ähnliches Phänomen trat 2017 in Portugal während des Durchzugs des Hurrikans Ophelia auf. Auch Behörden verwiesen auf den Hurrikan als mitverantwortlichen Faktor.
In der ersten Augustwoche 2023 kam es auf Oʻahu zu mehreren Buschbränden, welche die Feuerwehren stark beanspruchten. Bis zum 4. August waren die Brände eingedämmt, aber die Süd- und Westseite der Insel waren weiterhin brandgefährdet.
In Hawaii County wurden Wohngebiete in den Bezirken North und South Kohala auf der Insel Hawaii wegen sich schnell ausbreitender Buschbrände evakuiert. Am 9. August brachen in der Nähe der Gemeinden Nāʻālehu und Pāhala mehrere weitere Buschbrände aus, die schnell unter Kontrolle gebracht werden konnten.

## Auswirkungen

### Todesfälle und Schäden

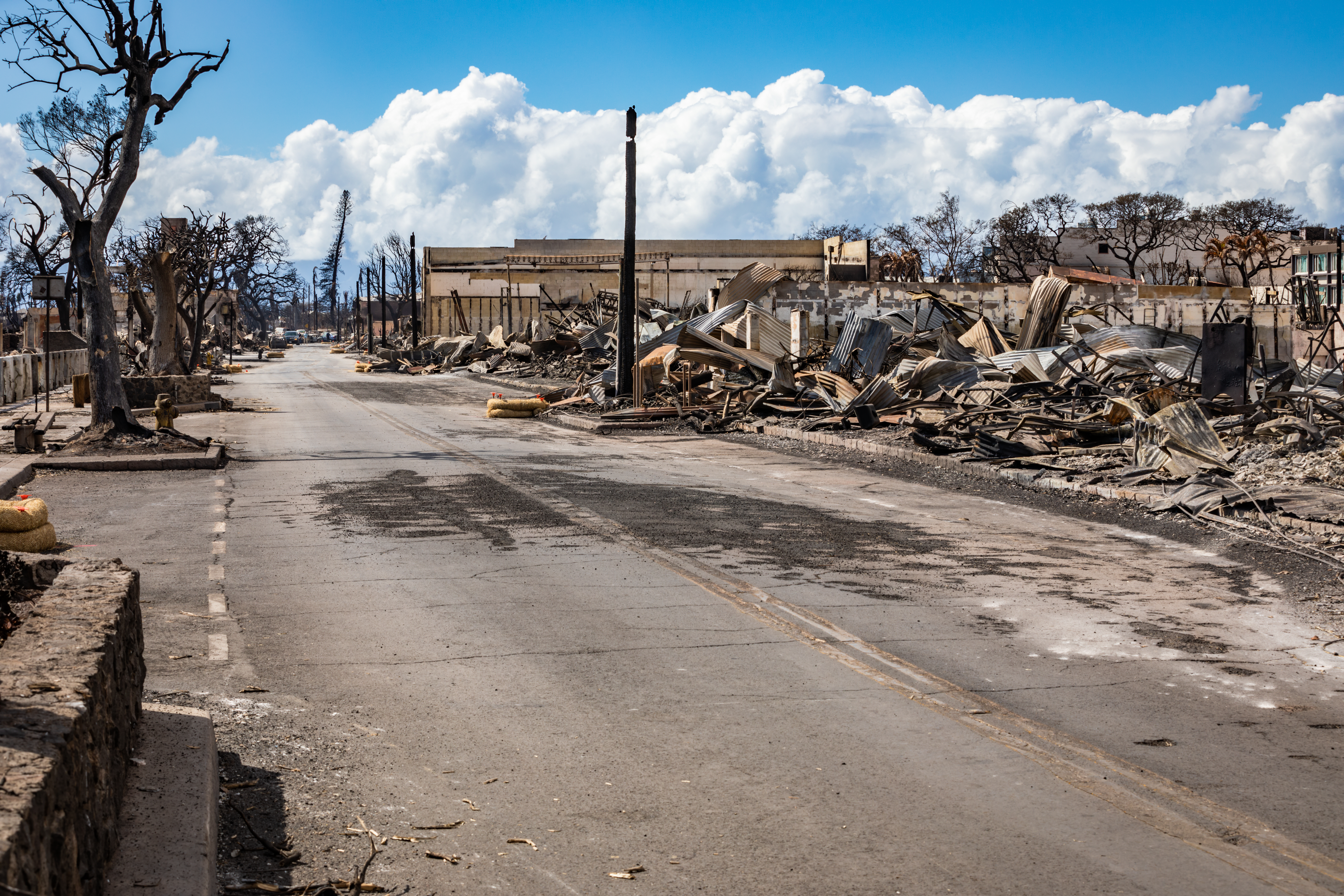
Auswirkungen der Brände

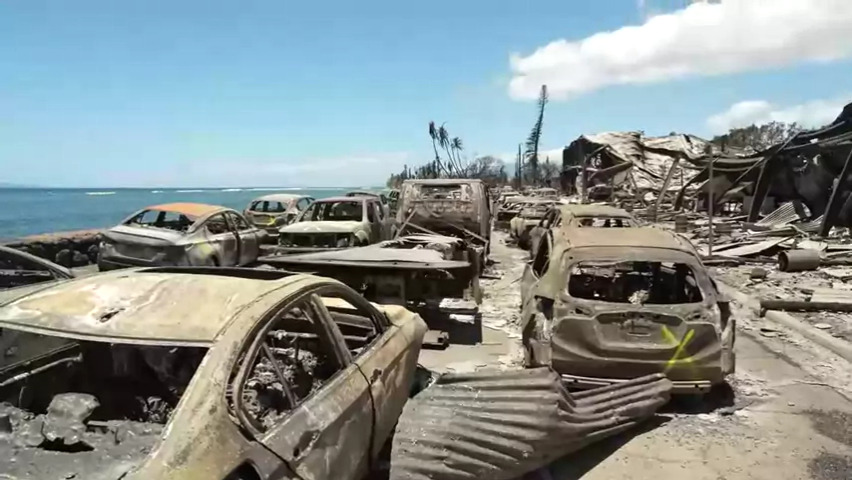
Zerstörte Gebäude und Autos

Die Brände führten zum Tod von 100 Menschen (Stand 14. November 2023) in der Stadt Lāhainā, es wurden zu dem Zeitpunkt noch 4 Menschen vermisst. In der Stadt lebten vor der Katastrophe fast 13.000 Menschen. Mehr als 2000 Gebäude wurden zerstört oder brannten teilweise ab, darunter mehrere historische Bauwerke. Zu den zerstörten Gebäuden gehörten die Waiola Church und das Pioneer Inn. Es wird davon ausgegangen, dass die Schäden bei ca. 5,5 Milliarden Dollar liegen werden.
Es ist vor dem Camp Fire mit 88 Toten, das 2018 u. a. die kalifornische Stadt Paradise verwüstete, der tödlichste Waldbrand in den vergangenen 100 Jahren in den USA.

### Evakuierungen
Ein weiteres Feuer wurde am 8. August kurz nach Mitternacht in der Nähe der Gemeinde Kula gemeldet. Bis zum 9. August hatte das Feuer etwa 400 Hektar verbrannt und die Anwohner zur Evakuierung gezwungen. Ein dritter Großbrand in Kīhei führte ebenfalls zur Evakuierung der Anwohner.
Die Küstenwache bestätigte, dass etwa ein Dutzend Menschen ins Meer gesprungen waren, um dem Feuer zu entkommen; am 8. August rettete sie 14 Menschen, die dies getan hatten.
Am 9. August befanden sich mehr als 2.100 Menschen auf Maui in Notunterkünften. Die Bürgermeisterin von San Francisco, London Breed, wurde von Maui evakuiert.

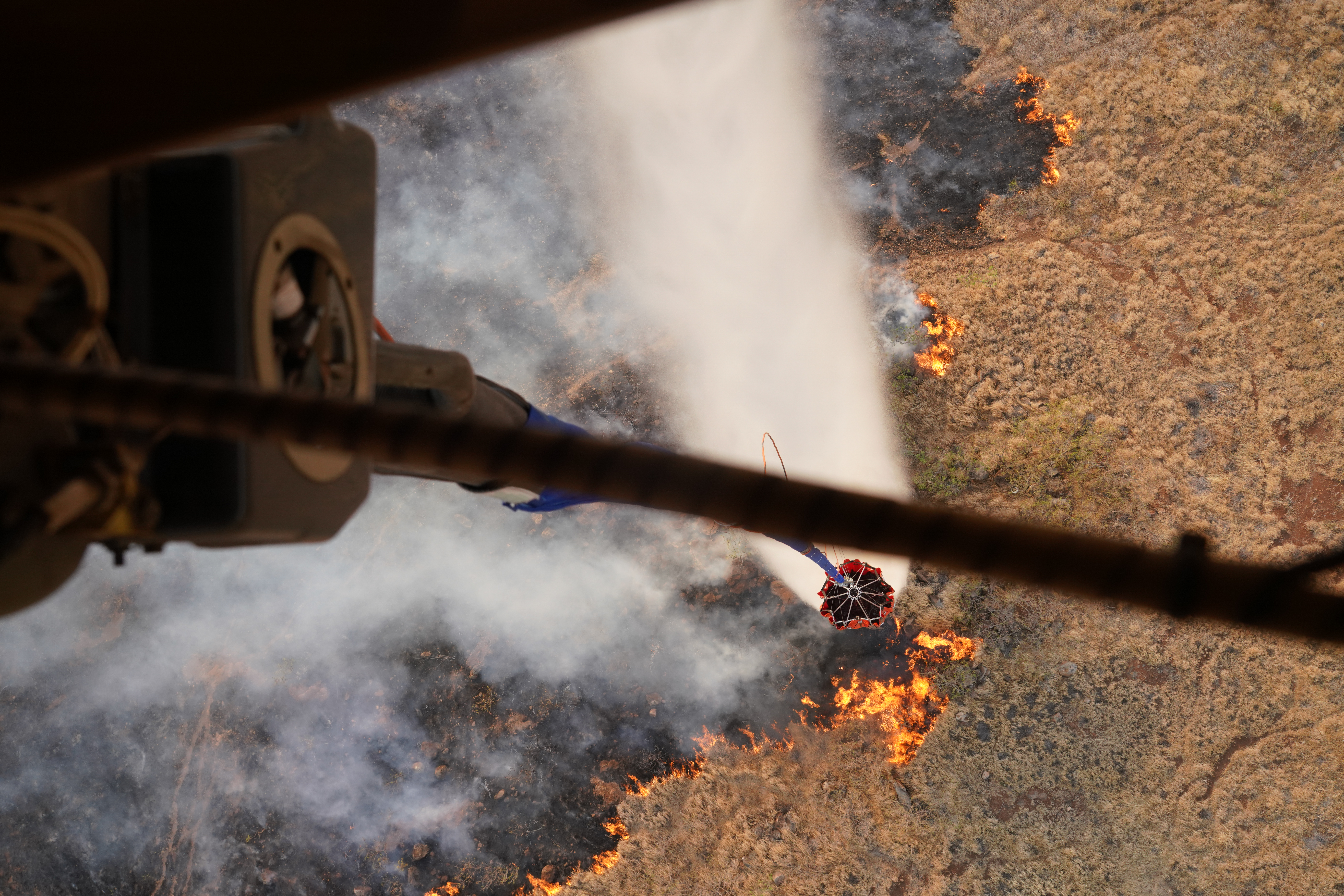
Ein CH-47 Chinook-Hubschrauber der Hawaii Army National Guard wirft am 9. August aus der Luft Wasser auf einen Buschbrand auf Maui ab.

## Staatliche Maßnahmen
Hawaiis Vizegouverneurin Sylvia Luke, die in Abwesenheit von Gouverneur Josh Green als amtierende Gouverneurin fungierte, gab am 8. und 9. August 2023 eine Notstandserklärung ab und aktivierte die Nationalgarde von Hawaii. Die Nationalgarde von Hawaii wurde zusammen mit der 25. Infanteriedivision aus der Schofield Barracks auf Oʻahu nach Maui und Hawaii Island entsandt, um bei der Brandbekämpfung, bei Such- und Rettungsaktionen und bei der Verkehrskontrolle zu helfen. Zwei Sikorsky UH-60- und ein Boeing-Vertol CH-47-Hubschrauber wurden ebenfalls zur Unterstützung der Brandbekämpfung eingesetzt.
Weitere Maßnahmen wie der Einsatz der Hawaii Emergency Management Agency und die Verwendung staatlicher Mittel zur Schadensbeseitigung wurden ergriffen.
US-Präsident Joe Biden ordnete die Mobilisierung „aller verfügbaren Bundesmittel“ an, um auf die Großbrände zu reagieren. In einer Erklärung wies Biden darauf hin, dass die Dritte Flotte der US-Küstenwache und die US-Marine „Reaktions- und Rettungsmaßnahmen“ unterstützten; die US-Marine stellte Black-Hawk-Hubschrauber zur Verfügung, um bei der Bekämpfung der Brände im Bezirk Hawaii zu helfen; und das US-Verkehrsministerium arbeitete mit kommerziellen Fluggesellschaften zusammen, um die Evakuierung von Touristen aus Maui zu unterstützen. Zur Unterstützung der laufenden Such- und Rettungsaktion der Küstenwache entsandte die US-Marine das Helicopter Maritime Strike Squadron Three Seven (HSM-37) und MH-60R Seahawk-Hubschrauber, während das United States Indo-Pacific Command bereitstand, um bei Bedarf zusätzliche Unterstützung zu leisten.
Am 9. August 2023 forderte die Hawaii Tourism Authority alle Besucher, die nicht unbedingt nach Maui reisen mussten, auf, die Insel zu verlassen, und riet dringend von weiteren nicht unbedingt notwendigen Reisen auf die Insel ab.

## Fehlende Warnungen der Bevölkerung in Lāhainā und mangelhafte Vorbereitung auf Waldbrände
Offizielle Stellen gaben an, dass die Sirenen des Zivilschutzes während des Feuers nicht aktiviert wurden, obwohl Hawaii über das weltweit größte integrierte Sirenenwarnsystem für den Außenbereich verfügt, mit über 80 Sirenen allein auf Maui, die im Falle von Naturkatastrophen eingesetzt werden sollen. Mehrere Anwohner berichteten später gegenüber Journalisten, dass sie keine Warnung erhalten hatten und nicht wussten, was geschah, bis sie Rauch oder Flammen sahen.  Das Feuer zerstörte auch mehrere Mobilfunkmasten in den betroffenen Gebieten, wodurch es zu Ausfällen kam und die 9-1-1-Notrufdienste nicht mehr verfügbar waren. In Lāhainā gab es den größten Teil des Tages weder Strom noch Kommunikation, und die Behörden gaben eine verwirrende Reihe von Warnungen in den sozialen Medien heraus, die nur ein kleines Publikum erreichten.
Das Lāhainā-Buschfeuer hat auch Lücken in der Vorbereitung des Staates auf Wald- und Buschbrände aufgezeigt. In einem Bericht aus dem Jahr 2021 stuften die Behörden von Hawaii das Risiko von Waldbränden als „gering“ ein, obwohl die Brandflächen zunehmen und die Gefahren durch Trockenheit und nicht einheimische Gräser steigen. In dem Bericht werden unzureichende Finanzmittel und fehlende Strategien zur Brandverhütung kritisiert. Frühere Waldbrände dienten als Warnung, aber die Risiken wurden nicht angemessen angegangen. Laut der Hawaii Wildfire Management Organization hielten die Budgets für das Brandmanagement auf Hawaii nicht mit der wachsenden Bedrohung Schritt. Nicht-einheimische, brennbare Gräser sind nach wie vor weit verbreitet und erhöhen das Brandrisiko. Die Klimatologin Abby Frazier betonte die extreme Anfälligkeit Hawaiis für Waldbrände und forderte ernsthaftere Anstrengungen zur Brandverhütung. Der Bericht von Maui County aus dem Jahr 2021 hatte empfohlen, das Brandrisiko zu bewerten und nicht-einheimische Gräser zu ersetzen, aber es ist unklar, ob diese Empfehlungen umgesetzt wurden.